# Sapphire Technology
Sapphire Technology (藍寶科技) — крупнейший в мире поставщик видеокарт на базе AMD Radeon, штаб-квартира расположена в Гонконге. Компания специализируется на производстве видеокарт для персональных компьютеров, рабочих станций, материнских плат, ТВ-тюнеров и ЖК-дисплеев.
Завод Sapphire Technology расположен в городе Дунгуань и обладает производственной мощностью в 1,8 млн. видеокарт в месяц. Компания изначально была создана как производитель и глобальный поставщик видеокарт, когда компания ATI (сейчас является подразделением компании AMD) начала использовать модель партнерских слияний (Add-in Board – AIB) для вывода своей технологии на рынок. Компания SAPPHIRE стала лидером на рынке устройств обработки графической информации. Позднее ассортимент продукции компании был пополнен за счет широкого ассортимента материнских плат и множества других разработок, включая серию мини-ПК SAPPHIRE EDGE.

### Игровая серия SAPPHIRE NITRO+
Линейка NITRO+ является флагманской в модельном ряде видеокарт SAPPHIRE. Эти линейка характеризуются: отборными чипами GPU, двумя игровыми режимами Tri-XX, лучшей технологией охлаждения и многое другое.

### Видеокарты SAPPHIRE PULSE

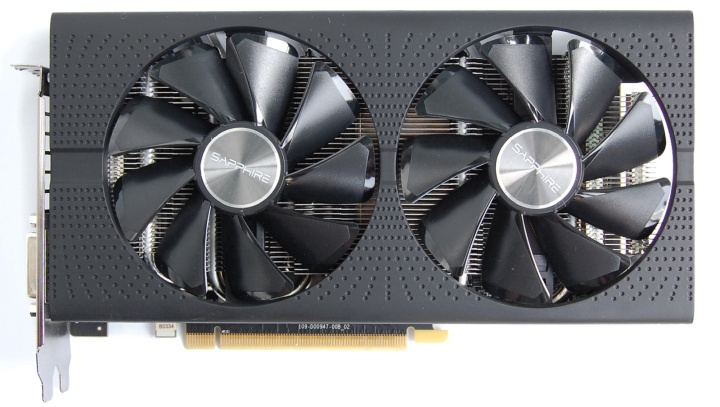
Видеокарта SAPPHIRE Radeon RX 580 PULSE

Линейка PULSE отличается от NITRO+ удешевлённой базой, более упрощённой системой охлаждения, более низкими тактовыми частотами видео чипа и тд.

### Решения Sapphire Compute GPU
Вычислительная система Sapphire INCA CS-14 на основе 14 графических процессоров с показателями производительности, энергопотребления и воздушного потока оптимизированные для майнинга криптовалюты Ethereum.